# 日本のテレビアニメ作品一覧 (か行)
- アニメ > テレビアニメ > 日本のテレビアニメ作品一覧 > 日本のテレビアニメ作品一覧 (か行)
- アニメ > アニメ作品一覧 > 日本のテレビアニメ作品一覧 > 日本のテレビアニメ作品一覧 (か行)

日本のテレビアニメ作品一覧 (か行)（にほんのテレビアニメさくひんいちらん (かぎょう)）は「か行」で始まる日本のテレビアニメ作品一覧。アルファベットの「C」で始まるものについては「日本のテレビアニメ作品一覧 (アルファベット)#C」も、アルファベットの「K」で始まるものについては「日本のテレビアニメ作品一覧 (アルファベット)#K」も参照。

## か
- カードキャプターさくら - マッドハウス
- カードファイト!! ヴァンガード（2011年版）(第1期) - トムス・エンタテインメント、スタジオさきまくら
  - カードファイト!! ヴァンガード（2011年版）(第2期) - トムス・エンタテインメント
  - カードファイト!! ヴァンガード（2011年版）(第3期) - トムス・エンタテインメント
  - カードファイト!! ヴァンガード（2011年版）(第4期) - トムス・エンタテインメント
- カードファイト‼︎ ヴァンガードG（第1期）- トムス・エンタテインメント
  - カードファイト‼︎ ヴァンガードG（第2期）- トムス・エンタテインメント
  - カードファイト‼︎ ヴァンガードG（第3期）- トムス・エンタテインメント
  - カードファイト‼︎ ヴァンガードG（第4期）- OLM
  - カードファイト‼︎ ヴァンガードG（第5期）- OLM、ブリッジ
- カードファイト!! ヴァンガード（2018年版）(第1期) - OLM
  - カードファイト!! ヴァンガード（2018年版）(第2期) - OLM
  - カードファイト!! ヴァンガード（2018年版）(第3期) - OLM
  - カードファイト!! ヴァンガード（2018年版）(第4期) - OLM
- カードファイト!! ヴァンガード overDress（season1）- Kinema citrus、ぎふとアニメーション、STUDIOJEMI
  - カードファイト!! ヴァンガード overDress（season2）- Kinema citrus、ぎふとアニメーション、STUDIOJEM
- カードファイト!! ヴァンガード will+Dress（season1）- Kinema citrus、ぎふとアニメーション、STUDIOJEM
  - カードファイト!! ヴァンガード will+Dress（season2）- Kinema citrus、ぎふとアニメーション、STUDIOJEM
  - カードファイト!! ヴァンガード will+Dress（season3）- Kinema citrus、ぎふとアニメーション、STUDIOJEM
- カードファイト!! ヴァンガード Divinez（season1）- Kinema citrus、ぎふとアニメーション、STUDIOJEM
  - カードファイト!! ヴァンガード Divinez（season2）- Kinema citrus、ぎふとアニメーション、STUDIOJEM
  - カードファイト!! ヴァンガード Divinez（デラックス編） - Kinema citrus、ぎふとアニメーション、STUDIOJEM
- カーニヴァル - マングローブ
- ガーリー・エアフォース - サテライト
- ガーリッシュナンバー - ディオメディア
- ガールズ&パンツァー - アクタス
- ガールズバンドクライ - 東映アニメーション
- ガールフレンド（仮） - SILVER LINK.
- 怪異と乙女と神隠し - ゼロジー
- ガイキング LEGEND OF DAIKU-MARYU - 東映アニメーション
- 快傑蒸気探偵団 - XEBEC
- 快傑ゾロ - 葦プロ
- かいけつゾロリ - アンバーフィルムワークス、亜細亜堂
  - まじめにふまじめ かいけつゾロリ - サンライズ、亜細亜堂
- かいけつタマゴン - タツノコプロ
- 解雇された暗黒兵士（30代）のスローなセカンドライフ - エンカレッジフィルムズ
- 骸骨騎士様、只今異世界へお出掛け中 - スタジオKAI、HORNETS
- ガイコツ書店員 本田さん - DLE
- 怪獣酒場 カンパーイ! - DLE
- 怪獣8号 - Production I.G
- 怪獣娘 〜ウルトラ怪獣擬人化計画〜（第1期）- スタジオぷYUKAI
  - 怪獣娘 ～ウルトラ怪獣擬人化計画～（第2期） - スタジオぷYUKAI
- 怪人開発部の黒井津さん - Quad
- ガイスターズ FRACTIONS OF THE EARTH - プラム・グループ
- ガイストクラッシャー - studioぴえろ
- 海賊王子 - 東映動画
- 海賊王女 - Production I.G
- 会長はメイド様! - J.C.STAFF
- 海底少年マリン - テレビ動画
- 海底超特急マリンエクスプレス - 虫プロダクション
- カイトアンサ - 天狗工房
- 怪盗ジョーカー - シンエイ動画
- 怪盗セイント・テール - 東京ムービー
- 快盗天使ツインエンジェル 〜キュンキュン☆ときめきパラダイス!!〜 - J.C.STAFF
- 怪盗プライド - テレビ動画
- 怪盗レーニャ - スティングレイ
- カイバ - マッドハウス
- 怪病医ラムネ - プラチナビジョン
- 回復術士のやり直し - ティー・エヌ・ケー
- 怪物王女 - マッドハウス
- 怪物くん（第1作） - 東京ムービー、スタジオ・ゼロ
  - 怪物くん（第2作） - シンエイ動画
- カウボーイビバップ - サンライズ
- ガヴリールドロップアウト - 動画工房
- カオスヘッド - マッドハウス
- 科学×冒険サバイバル! - ぎゃろっぷ
- 科学救助隊テクノボイジャー - じんプロ
- 科学忍者隊ガッチャマン - タツノコプロ
  - 科学忍者隊ガッチャマンII - タツノコプロ
  - 科学忍者隊ガッチャマンF - タツノコプロ
- 科学冒険隊タンサー5 - 日本サンライズ
- がきデカ - スタジオぎゃろっぷ
- 鍵姫物語 永久アリス輪舞曲 - トライネットエンタテインメント、ピクチャーマジック
- かぎなど! - ライデンフィルム、京都アニメーション
  - かぎなど! シーズン2 - ライデンフィルム、京都アニメーション
- 下級生 - ケイエスエス
  - 下級生2〜瞳の中の少女たち〜 - ARMS
- 学園アリス - グループ・タック
- 学園戦記ムリョウ - マッドハウス
- 学園ハンサム - チーム欲求腐満
- 学園ヘヴン BOY'S LOVE HYPER! - 東京キッズ
- 学園ベビーシッターズ - ブレインズ・ベース
- 学園黙示録 HIGHSCHOOL OF THE DEAD - マッドハウス
- がくえんゆーとぴあ まなびストレート! - ufotable
- かくしごと - 亜細亜堂
- 学戦都市アスタリスク - A-1 Pictures
  - 学戦都市アスタリスク 2nd SEASON - A-1 Pictures
- 格闘料理伝説ビストロレシピ - グループ・タック
- 格闘美神 武龍（かくとう びしん ウーロン） - トムス・エンタテインメント
  - 格闘美神 武龍 REBIRTH（ - リバース） - トムス・エンタテインメント
- 革命機ヴァルヴレイヴ - サンライズ
  - 革命機ヴァルヴレイヴ 2nd SEASON - サンライズ
- かぐや様は告らせたい〜天才たちの恋愛頭脳戦〜 - A-1 Pictures
  - かぐや様は告らせたい?〜天才たちの恋愛頭脳戦〜 - A-1 Pictures
  - かぐや様は告らせたい-ウルトラロマンティック- A-1 Pictures
- かくりよの宿飯 - GONZO
- 陰からマモル! - グループ・タック
- かげきしょうじょ!! - PINE JAM
- 賭ケグルイ - MAPPA
  - 賭ケグルイ×× - MAPPA
- かげじつ! - スタジオぷYUKAI
  - かげじつ!セカンド - スタジオぷYUKAI
- 陰の実力者になりたくて! - Nexus
  - 陰の実力者になりたくて! 2nd season - Nexus
- 影鰐-KAGEWANI- - Tomovies
  - 影鰐-KAGEWANI-承 - Tomovies
- ガサラキ - サンライズ
- 樫の木モック - タツノコプロ
- かしまし 〜ガール・ミーツ・ガール〜 - スタジオ雲雀
- カスミン - OLM
- 風が強く吹いている - Production I.G
- 風の少女エミリー - トムス・エンタテインメント
- 風の聖痕 - GONZO
- 風の中の少女 金髪のジェニー - 日本アニメーション
- 旋風の用心棒（かぜの - ） - ぴえろ
- 風まかせ月影蘭 - マッドハウス
- 家族ロビンソン漂流記 ふしぎな島のフローネ - 日本アニメーション
- 刀語 - WHITE FOX
- ガタピシ - シンエイ動画
- 課長王子 - AIC、A.P.P.P.
- 活撃 刀剣乱舞 - ufotable
  - 続 刀剣乱舞-花丸- - ufotable
- ガッ活! - ラレコ
- 学級王ヤマザキ - マジックバス
- カッコウの許嫁 - シンエイ動画
- がっこうぐらし! - Lerche
- 学校の怪談 - スタジオぴえろ
- カッコカワイイ宣言（第1期） - ギャザリング
  - カッコカワイイ宣言（第2期） - ギャザリング
- 合身戦隊メカンダーロボ - 和光プロ
- ガッチャマン クラウズ - タツノコプロ
  - ガッチャマン クラウズ インサイト - タツノコプロ
- かつて神だった獣たちへ - MAPPA
- かつて魔法少女と悪は敵対していた。- ボンズ
- カッパの飼い方 - ピクチャーマジック
- 家庭教師ヒットマンREBORN! - アートランド
- 彼方のアストラ - Lerche
- かなめも - feel.
- かのこん - XEBEC
- 彼女、お借りします（第1期） - トムス・エンタテインメント
  - 彼女、お借りします（第2期） - トムス・エンタテインメント
  - 彼女、お借りします（第3期） - トムス・エンタテインメント
- 彼女が公爵邸に行った理由 - 颱風グラフィックス
- 彼女がフラグをおられたら - フッズエンタテインメント
- カノジョも彼女 - 手塚プロダクション
  - カノジョも彼女 Season 2 - SynergySP
- カバトット - タツノコプロ
- 歌舞伎町シャーロック - Production I.G
- カブキブ! - スタジオディーン
- 株式会社マジルミエ - J.C.STAFF
- 神風怪盗ジャンヌ - 東映アニメーション
- 神々の悪戯 - ブレインズ・ベース
- 神クズ☆アイドル - Studio五組
- 神様家族 - 東映アニメーション
- 神様ドォルズ - ブレインズ・ベース
- 神様になった日 - P.A.WORKS
- 神さまのいない日曜日 - MADHOUSE
- 神様のメモ帳 - J.C.STAFF
- 神様はじめました - トムス・エンタテインメント
  - 神様はじめました◎ - トムス・エンタテインメント
- かみさまみならい ヒミツのここたま - OLM
- 神達に拾われた男 - MAHO FILM
  - 神達に拾われた男2 - MAHO FILM
- 神無き世界のカミサマ活動 - studioぱれっと
- かみちゃまかりん - サテライト
- かみちゅ! - ブレインズ・ベース
- かみなり坊やピッカリ・ビー - 放送動画制作、チルドレンズ・コーナー
- 神之塔 -Tower of God- - テレコムアニメーションフィルム
  - 神之塔 -Tower of God- 王子の帰還 - アンサー・スタジオ
  - 神之塔 -Tower of God- 工房戦 - アンサー・スタジオ
- 神のみぞ知るセカイ - マングローブ
  - 神のみぞ知るセカイII - マングローブ
  - 神のみぞ知るセカイ 女神篇 - マングローブ
- 神は遊戯に飢えている。 - ライデンフィルム
- カミエラビ（シーズン1）- UNEND
  - カミエラビ（シーズン2）- UNEND
- カミワザ・ワンダ - トムス・エンタテインメント
- 仮面の忍者赤影 - 東映動画
- 仮面のメイドガイ - マッドハウス
- 鴨乃橋ロンの禁断推理 - ディオメディア
  - 鴨乃橋ロンの禁断推理 2nd Season - ディオメディア
- カラオケ戦士マイク次郎 - スタジオ旗艦
- からかい上手の高木さん - シンエイ動画
  - からかい上手の高木さん2 - シンエイ動画
  - からかい上手の高木さん3 - シンエイ動画
- ガラクタ通りのステイン - ファニメーション
- 機巧奇傳ヒヲウ戦記（からくりきでん - ） - ボンズ
- からくり剣豪伝ムサシロード - スタジオぴえろ
- からくりサーカス - スタジオヴォルン
- 人形草紙あやつり左近（からくりぞうし - ） - キョクイチ東京ムービー
- ガラスの仮面（第1作） - エイケン
  - ガラスの仮面（第2作） - トムス・エンタテインメント
  - ガラスの仮面ですが - DLE
- ガラスの艦隊 - サテライト、GONZO
- 烏は主を選ばない - ぴえろ
- 空手バカ一代 - 東京ムービー
- かりあげクン - 東映動画
- カリメロ（第1作） - K&S
  - カリメロ（第2作） - テレスクリーン
- ガリレイドンナ - A-1 Pictures
- かりん - J.C.STAFF
- ガル学。～聖ガールズスクエア学院～ - OLM×WIT STUDIO
  - ガル学。II 〜Lucky Stars〜 - OLM
- 喰霊―零― - アスリード、AICスピリッツ
- カレイドスター - GONZO
  - カレイドスター 新たなる翼 - GONZO
- 彼氏彼女の事情 - GAINAX
- 牙狼-GARO- -炎の刻印- - MAPPA
  - 牙狼 -紅蓮ノ月- - MAPPA
  - 牙狼-GARO- -VANISHING LINE- - MAPPA
- 可愛いだけじゃない式守さん - 動画工房
- 可愛ければ変態でも好きになってくれますか? - ギークトイズ
- カワイスギクライシス - SynergySP
- 川越ボーイズ・シング - evg
- 巌窟王 - GONZO
- ガングレイヴ（Gungrave） - マッドハウス
- ガンスリンガー ストラトス - A-1 Pictures
- ガン×ソード - AIC A.S.T.A
- 艦隊これくしょん -艦これ- - ディオメディア
  - 「艦これ」いつかあの海で - ENGI
- 神田川JET GIRLS - ティー・エヌ・ケー
- 監督不行届 - DLE
- ガンとゴン - 日本動画、時報映画社
- かんなぎ - A-1 Pictures
- 神無月の巫女 - TNK
- ガンバの冒険 - 東京ムービー
- ガンバリスト!駿 - サンライズ
- ガンパレード・マーチ 〜新たなる行軍歌〜 - J.C.STAFF
  - ガンパレード・オーケストラ - ブレインズ・ベース
- がんばれ!キッカーズ - スタジオぴえろ
- がんばれ元気 - 東映動画
- がんばれゴエモン - パブリック&ベーシック
- がんばれゴンベ - 土田プロ
- がんばれ!長州くん - ODDJOB Inc.
- がんばれ同期ちゃん - AtelierPontdarc
- がんばれ!ぼくらのヒットエンドラン - 日本アニメーション
- がんばれ!ルルロロ - ファンワークス
  - がんばれ!ルルロロ 第２シリーズ - ファンワークス
  - がんばれ!ルルロロ 第３シリーズ - ファンワークス
- カンピオーネ! 〜まつろわぬ神々と神殺しの魔王〜 - ディオメディア
- ガンフロンティア -  ベガエンタテイメント

## き
- 奇異太郎少年の妖怪絵日記 - Creators in Pack
- ギヴン - Lerche
- 帰還者の魔法は特別です - アルボアニメーション
- 機甲界ガリアン - 日本サンライズ
- 機甲艦隊ダイラガーXV（ - フィフティーン） - 東映動画
- 機甲警察メタルジャック - サンライズ
- 機甲戦記ドラグナー - サンライズ
- 奇鋼仙女ロウラン - ゼクシズ
- 機甲創世記モスピーダ - タツノコプロ
- きこちゃんすまいる - エイケン、マジックバス
- 妃教育から逃げたい私 - EMTスクエアード
- 疑似ハーレム - ノーマッド
- 寄宿学校のジュリエット - ライデンフィルム
- 機神大戦ギガンティック・フォーミュラ - ブレインズ・ベース
- 鬼人幻燈抄 - 横浜アニメーションラボ
- 機神咆吼デモンベイン - Viewworks
- 鬼神童子ZENKI - スタジオディーン
- キスダム -ENGAGE planet- - サテライト
- キズナイーバー - TRIGGER
- 絆のアリル - WIT STUDIO×シグナル・エムディ
- 寄生獣 セイの格率 - マッドハウス
- 帰宅部活動記録 - NOMAD
- 北へ。〜Diamond Dust Drops〜 - スタジオディーン
- キックの鬼 - 東映動画
- 啄木鳥探偵處 - ライデンフィルム
- 狐狸之声 - ゆめ太カンパニー
- キディ・ガーランド - サテライト
- キテレツ大百科 - ぎゃろっぷ
- 機動警察パトレイバー - サンライズ
- 機動新撰組 萌えよ剣 TV - トライネットエンタテインメント、ピクチャーマジック
- 機動戦艦ナデシコ - XEBEC
- 機動戦士ガンダム - 日本サンライズ
  - 機動戦士Ζガンダム - 日本サンライズ
  - 機動戦士ガンダムΖΖ（ - ダブルゼータ） - 日本サンライズ
  - 機動戦士Vガンダム - サンライズ
  - 機動武闘伝Gガンダム - サンライズ
  - 新機動戦記ガンダムW（ - ウイング） - サンライズ
  - 機動新世紀ガンダムX - サンライズ
  - ∀ガンダム（ターンエー - ） - サンライズ
  - 機動戦士ガンダムSEED - サンライズ
  - 機動戦士ガンダムSEED DESTINY - サンライズ
  - 機動戦士ガンダム00（ - ダブルオー） - サンライズ
  - 機動戦士ガンダム00 セカンドシーズン - サンライズ
  - 機動戦士ガンダムAGE - サンライズ
  - ガンダムビルドファイターズ - サンライズ
  - ガンダムビルドファイターズトライ - サンライズ
  - ガンダムさん - サンライズ
  - ガンダム Gのレコンギスタ - サンライズ
  - 機動戦士ガンダム 鉄血のオルフェンズ - サンライズ
  - 機動戦士ガンダムUC RE:0096 - サンライズ
  - ガンダムビルドダイバーズ - サンライズ
  - 機動戦士ガンダム 水星の魔女 - サンライズ
- 機動天使エンジェリックレイヤー - ボンズ
- きのこいぬ - C-Station
- キノの旅 -the Beautiful World- - A.C.G.T.
  - キノの旅 -the Beautiful World- the Animated Series - Lerche
- 牙 -KIBA- - マッドハウス
- 義風堂々!! 兼続と慶次 - スタジオディーン
- 義妹生活 - スタジオディーン
- きまぐれオレンジ☆ロード - スタジオぴえろ
- 君が主で執事が俺で - A.C.G.T
- 君が望む永遠 - スタジオ・ファンタジア
- キミキス pure rouge - J.C.STAFF
- キミとフィットボクシング -  イマジニア、Story Effect
- 君と僕。 - J.C.STAFF
  - 君と僕。2 - J.C.STAFF
- キミと僕の最後の戦場、あるいは世界が始まる聖戦 - SILVER LINK.
  - キミと僕の最後の戦場、あるいは世界が始まる聖戦 Season II - studioぱれっと、SILVER LINK.
- 君に届け - Production I.G
  - 君に届け 2ND SEASON -Production I.G
- 君のいる町 - GONZO
- 君のことが大大大大大好きな100人の彼女（第1期） - バイブリーアニメーションスタジオ
  - 君のことが大大大大大好きな100人の彼女（第2期） - バイブリーアニメーションスタジオ
- 君は放課後インソムニア - ライデンフィルム
- 君は冥土様。- FelixFilm
- 「鬼滅の刃」竈門炭治郎 立志編 - ufotable
  - 「鬼滅の刃」無限列車編 - ufotable
  - 「鬼滅の刃」遊郭編 - ufotable
  - 「鬼滅の刃」刀鍛冶の里編 - ufotable
  - 「鬼滅の刃」 柱稽古編 - ufotable
- 逆異世界転生エージェント エーコさん - スナックワークス
- 逆転世界ノ電池少女 - Lerche
- ギャグマンガ日和 - アートランド
  - ギャグマンガ日和2 - アートランド
  - ギャグマンガ日和3 - スタジオディーン
  - ギャグマンガ日和+(プラス) - スタジオディーン
- キャシャーンSins - マッドハウス
- 逆境無頼カイジ - マッドハウス
  - 逆境無頼カイジ 破戒録篇 - マッドハウス
- 逆転裁判 〜その「真実」、異議あり!〜 - A-1 Pictures
  - 逆転裁判 ～その｢真実｣、異議あり!～ Season 2 - CloverWorks
- キャッツ・アイ - 東京ムービー新社
  - キャッツ・アイ 2nd season - 東京ムービー新社
- キャッ党忍伝てやんでえ - タツノコプロ
- キャップ革命 ボトルマン - ガイナ
  - キャップ革命 ボトルマンDX - ガイナ
- キャプテン・アース - ボンズ
- キャプテン - エイケン
- キャプテン翼（第1作）- 土田プロ
  - キャプテン翼J（第2作） - スタジオコメット
  - キャプテン翼（第3作） - グループ・タック
  - キャプテン翼（第4作） - david production
- キャプテン・フューチャー - 東映動画
- ギャラクシーエンジェル - マッドハウス
  - ギャラクシーエンジェる〜ん - サテライト
- ギャラリーフェイク - トムス・エンタテインメント、東京キッズ
- ギャルと恐竜 - スペースネコカンパニー、神風動画
- キャロル&チューズデイ - ボンズ
- キャンディ・キャンディ - 東映動画
- 勝負師伝説 哲也（ギャンブラー - ） - 東映アニメーション
- 究極進化したフルダイブRPGが現実よりもクソゲーだったら - ENGI
- 吸血鬼すぐ死ぬ - マッドハウス
  - 吸血鬼すぐ死ぬ2 - マッドハウス
- キューティーハニー - 東映動画
  - キューティーハニーF - 東映動画
- キューティクル探偵因幡 - ZEXCS
- 休日のわるものさん - シンエイ動画、SynergySP
- 救命戦士ナノセイバー - イメージ・ケイ
- 境界戦機 - SUNRISE BEYOND
  - 境界戦機 極鋼ノ装鬼 - SUNRISE BEYOND
- 境界線上のホライゾン - サンライズ
  - 境界線上のホライゾンII - サンライズ
- 境界の彼方 - 京都アニメーション
- 境界のRINNE - ブレインズ・ベース
- 今日からマ王!（第1シリーズ） - スタジオディーン
  - 今日からマ王!（第2シリーズ） - スタジオディーン
  - 今日からマ王!（第3シリーズ） - スタジオディーン
- 京極夏彦 巷説百物語 - トムス・エンタテインメント
- 京四郎と永遠の空 - ティー・エヌ・ケー
- 京騒戯画 - 東映アニメーション
- 京都寺町三条のホームズ - アニメーションスタジオ・セブン
- 今日の5の2 - XEBEC
- きょうふのキョーちゃん - TEAビデオセンター
- 強殖装甲ガイバー - OLM TEAM WASAKI
- 仰天人間バトシーラー - グループ・タック
- 今日もツノがある - 勝鬨スタジオ
- 狂乱家族日記 - ノーマッド
- 恐竜探険隊ボーンフリー（アニメ部分） - 日本サンライズ
- 恐竜大戦争アイゼンボーグ（アニメ部分） - 日本サンライズ
- 恐竜冒険記ジュラトリッパー - 葦プロダクション
- 恐竜惑星 - スタジオジュニオ
- きょーふ!ゾンビ猫 - 勝鬨スタジオ
- 旭日の艦隊 - J.C.STAFF
- 虚構推理 - ブレインズ・ベース
  - 虚構推理 Season2 - ブレインズ・ベース
- 巨人族の花嫁 - studio HōKIBOSHI
- 巨人の星 - 東京ムービー
  - 新巨人の星 - 東京ムービー新社
  - 新巨人の星II - 東京ムービー新社
  - 新巨人の星III - 東京ムービー新社
  - 巨人の星【特別篇】 猛虎 花形満 - 読売テレビ、東京ムービー
  - 巨人の星【特別篇】 父 一徹 - 読売テレビ、東京ムービー
  - 巨人の星対鉄腕アトム - 東京ムービー
- キョロちゃん - グループ・タック
- キラッとプリ☆チャン - タツノコプロ、DONGWOO A&E
- きらりん☆レボリューション - SynergySP、G&G Entertainment
  - きらりん☆レボリューション STAGE3 - SynergySP、SimImage
- キリンあしたのカレンダー - オフィス・ユニ
  - キリンのものしり館 - オフィス・ユニ
  - キリンものしり大学・マンガ人物史 - オフィス・ユニ
- キリングバイツ - ライデンフィルム
- キリン名曲ロマン劇場 - ダックスインターナショナル
- ギルガメッシュ - ジャパンヴィステック
- ギルティクラウン - プロダクションI.G 6課
- ギルドの受付嬢ですが、残業は嫌なのでボスをソロ討伐しようと思います - CloverWorks
- キルミーベイベー - J.C.STAFF
- キルラキル - TRIGGER
- 金色のコルダ〜primo passo〜 - ゆめ太カンパニー
  - 金色のコルダ Blue♪Sky - TYOアニメーションズ
- 銀色のオリンシス - 東映アニメーション
- きんいろモザイク - Studio五組
  - ハロー!!きんいろモザイク - Studio五組
- 銀河英雄伝説 Die Neue These - Production I.G
- 銀河機攻隊 マジェスティックプリンス - 動画工房×オレンジ
- 銀河疾風サスライガー - 国際映画社
- 銀河少年隊 - 虫プロ、竹田人形座
- 銀河戦国群雄伝ライ - イージー・フイルム
- 銀河旋風ブライガー - 国際映画社
- 銀河鉄道999（ - スリーナイン） - 東映動画
- 銀河鉄道物語 - プラネット
  - 銀河鉄道物語 〜永遠への分岐点〜 - プラネットエンターテイメント
- 銀牙 -流れ星 銀- - 東映動画
  - 銀牙伝説WEED - スタジオティーン
- 銀河パトロールPJ - エイケン
- 銀河漂流バイファム - 日本サンライズ
  - 銀河漂流バイファム13 - サンライズ
- 銀河へキックオフ!! - TYOアニメーションズ
- 銀河烈風バクシンガー - 国際映画社
- ぎんぎつね - diomedéa
- 緊急発進セイバーキッズ - トムス・エンタテインメント
- きんぎょ注意報! - 東映動画
- キングコング - ヴィデオクラフト
- キングスレイド 意志を継ぐものたち - OLM×SUNRISE BEYOND
- キングダム（第1シリーズ） - ぴえろ
  - キングダム（第2シリーズ） - ぴえろ
  - キングダム（第3シリーズ） - ぴえろ、スタジオ サインポスト
  - キングダム（第4シリーズ） - ぴえろ、スタジオ サインポスト
  - キングダム（第5シリーズ） - ぴえろ、スタジオ サインポスト
- 銀装騎攻オーディアン - プラム
- 金装のヴェルメイユ〜崖っぷち魔術師は最強の厄災と魔法世界を突き進む〜 - Staple Entertainment
- きんだーてれび - Ubisoft Motion Pictures
- 金田一少年の事件簿 - 東映アニメーション
  - 金田一少年の事件簿R - 東映アニメーション
- 銀魂 - サンライズ
  - 銀魂’ - サンライズ
  - 銀魂゜- バンダイナムコピクチャーズ
  - 銀魂. - バンダイナムコピクチャーズ
- キン肉マン - 東映動画
  - キン肉マン キン肉星王位争奪編 - 東映動画
  - キン肉マンII世 - 東映アニメーション
    - キン肉マンII世 ULTIMATE MUSCLE - 東映アニメーション
    - キン肉マンII世 ULTIMATE MUSCLE2 - 東映アニメーション

  - キン肉マン 完璧超人始祖編（season1） - Production I.G
    - キン肉マン 完璧超人始祖編（season2） - Production I.G
- 銀の墓守り - 絵梦
  - 銀の墓守りⅡ - 絵梦×BLADE
- 銀の匙 Silver Spoon（第1期） - A-1 Pictures
  - 銀の匙 Silver Spoon（第2期） - A-1 Pictures
- 銀盤カレイドスコープ - カラク
- 吟遊黙示録マイネリーベ - Bee Train
  - 吟遊黙示録マイネリーベwieder（ - ヴィーダー） - Bee Train
- 金夜、安部礼司〜平均的サラリーマンの異常な日常〜 - DLE

## く
- クイーンズブレイド 流浪の戦士 - アームス
  - クイーンズブレイド 玉座を継ぐ者 - アームス
  - クイーンズブレイド リベリオン - アームス
- グイン・サーガ - サテライト
- 空戦魔導士候補生の教官 - ディオメディア
- 空想科学世界ガリバーボーイ - 東映動画
- 空中ブランコ - 東映アニメーション
- 空挺ドラゴンズ - ポリゴン・ピクチュアズ
- クールドジ男子 - studioぴえろ
- クオリディア・コード - A-1 Pictures
- 繰繰れ! コックリさん - TMS/だぶるいーぐる
- くじびき♥アンバランス - 亜細亜堂
- クジラの子らは砂上に歌う - J.C.STAFF
- くじらのホセフィーナ - 葦プロ、国際映画社
- クズの本懐 - Lerche
- 薬屋のひとりごと（第1期） - TOHO animation STUDIO×OLM
  - 薬屋のひとりごと（第2期） - TOHO animation STUDIO×OLM
- クソゲーって言うな! - キャラクション
- クッキンアイドル アイ!マイ!まいん! - NAS、NHKエデュケーショナル
- クッキングパパ - エイケン
- くつだる。 - エッグ
- 国松さまのお通りだい - 虫プロ
- くノ一ツバキの胸の内 - CloverWorks
- クプ～!!まめゴマ! - トムス・エンタテインメント
- 久保さんは僕を許さない - PINE JAM
- クマーバ - クリエイティブハウスポケット
  - クマーバ シーズン2 - クリエイティブハウスポケット
- くまクマ熊ベアー - EMTスクエアード
  - くまクマ熊ベアーぱーんち! - EMTスクエアード
- クマのプー太郎 - スタジオディーン
- くまみこ - キネマシトラス、EMTスクエアード
- 組長娘と世話係 - feel.
- 蜘蛛ですが、なにか? - ミルパンセ
- くらおとくらら - 東北新社
- 海月姫 - ブレインズ・ベース
- クラスの大嫌いな女子と結婚することになった。 - Studio五組、AXsiZ
- グラスリップ - P.A.WORKS
- グラゼニ - スタジオディーン
- グラップラー刃牙（ - ばき） - グループ・タック
- グラビテーション - スタジオディーン
- ぐらぶるっ! - DMM.futureworks
- 暗闇三太 - ILCA
- グランクレスト戦記 - A-1 Pictures
- ぐらんぶる - ゼロジー
- グランベルム - Nexus
- グリーングリーン - スタジオマトリックス
- クリオネの灯り - drop、京風とまと
- グリザイアの果実 - エイトビット
  - グリザイアの迷宮 - エイトビット
  - グリザイアの楽園 - エイトビット
  - グリザイア：ファントムトリガー THE ANIMATION - バイブリーアニメーション
- クリスタル ブレイズ - スタジオ・ファンタジア
- グリムノーツ The Animation - ブレインズ・ベース
- グリム名作劇場 - 日本アニメーション
  - 新グリム名作劇場 - 日本アニメーション
- ぐるぐるタウンはなまるくん - ぴえろ
- くるねこ - ダックスプロダクション
  - くるねこ 新シーズン - ダックスプロダクション
- グレイプニル - PINE JAM
- グレートマジンガー - 東映動画
- 紅 - ブレインズ・ベース
- 紅三四郎 - タツノコプロ
- グレネーダー 〜ほほえみの閃士〜 - スタジオ・ライブ、グループ・タック
- クレヨンしんちゃん - シンエイ動画
- グレンダイザーU - GAINA
- グロイザーX - ナック
- 黒岩メダカに私の可愛いが通じない - SynergySP
- 鉄コミュニケイション（くろがね - ） - A.P.P.P.
- 鉄のラインバレル（くろがね - ） - GONZO
- 黒神 The Animation- サンライズ
- 黒ギャルになったから親友としてみた。 - いらゐあす
- 黒子のバスケ（第1期） - プロダクションI.G
  - 黒子のバスケ（第2期） - プロダクションI.G
  - 黒子のバスケ（第3期） - プロダクションI.G
- 黒執事 - A-1 Pictures
  - 黒執事II - A-1 Pictures
  - 黒執事 Book of Circus - A-1 Pictures
  - 黒執事 -寄宿学校編- - CloverWorks
- クロスアンジュ 天使と竜の輪舞 - サンライズ
- クロスファイト ビーダマン - Synergy SP
- クロスゲーム - Synergy SP
- 黒塚 KUROZUKA - マッドハウス
- クロックワーク・プラネット - XEBEC
- クロノクルセイド - GONZO
- 黒の召喚士 - サテライト
- 黒魔女さんが通る!! - シンエイ動画
- クロムクロ - P.A.WORKS
- 群青のファンファーレ - Lay-duce
- 群青のマグメル - ぴえろプラス
- ぐんまちゃん - アセンション
  - ぐんまちゃん シーズン2 - アセンション

## け
- ケイオスドラゴン 赤竜戦役 - SILVER LINK. / CONNECT
- けいおん! - 京都アニメーション
  - けいおん!! - 京都アニメーション
- 経験済みなキミと、経験ゼロなオレが、お付き合いする話。 - ENGI
- 競女!!!!!!!! - XEBEC
- 警視庁 特務部 特殊凶悪犯対策室 第七課 -トクナナ- - アニマ&カンパニー
- ケータイ少女 - スタジオ雲雀
- ゲート 彼の地にて、斯く戦えり - A-1 pictures
- ゲートキーパーズ - GONZO
- ゲーマーズ! - PINE JAM
- ゲームセンターあらし - シンエイ動画
- 外科医エリーゼ - MAHO FILM
- 激走!ルーベンカイザー - 和光プロ
- 激闘!クラッシュギアTURBO - サンライズ
  - クラッシュギアNitro - サンライズ
- ゲキドル - フッズエンタテインメント
- ゲゲゲの鬼太郎 (テレビアニメ第1シリーズ) - 東映動画
  - ゲゲゲの鬼太郎 (テレビアニメ第2シリーズ) - 東映動画
  - ゲゲゲの鬼太郎 (テレビアニメ第3シリーズ) - 東映動画
  - ゲゲゲの鬼太郎 (テレビアニメ第4シリーズ) - 東映動画
  - ゲゲゲの鬼太郎 (テレビアニメ第5シリーズ) - 東映アニメーション
  - ゲゲゲの鬼太郎 (テレビアニメ第6シリーズ) - 東映アニメーション
  - 墓場鬼太郎 - 東映アニメーション
- けだまのゴンじろー - OLM、WIT STUDIO、SIGNAL.MD
- 血液型くん! -  Assez Finaud Fabric.、feel.
  - 血液型くん!2 -  Assez Finaud Fabric.、feel.
  - 血液型くん!3 -  Assez Finaud Fabric.、feel.、 ZEXCS
  - 血液型くん!4 -  Assez Finaud Fabric.、feel.、 ZEXCS
- 結界師 - サンライズ
- 血界戦線 - ボンズ
  - 血界戦線 & BEYOND - ボンズ
- 月刊少女野崎くん - 動画工房
- 月刊モー想科学 - OLM
- 結婚するって、本当ですか - 葦プロダクション
- 結婚指輪物語 - Staple Entertainment
- ゲッターロボ - 東映動画
  - ゲッターロボG - 東映動画
  - ゲッターロボ號 - 東映動画
- 潔癖男子!青山くん - スタジオ雲雀
- 月面兎兵器ミーナ - GONZO
- 月曜日のたわわ - PINE JAM
  - 月曜日のたわわ2 - 横浜アニメーションラボ
- ケムリクサ - ヤオヨロズ
- ケメコデラックス! - ハルフィルムメーカー
- 怪物事変（けものじへん） - 亜細亜堂
- ケモノヅメ - マッドハウス
- 獣の奏者 エリン - production I.G、トランス・アーツ
- けものフレンズ - ヤオヨロズ
  - けものフレンズ2 - トマソン
- ケロケロちゃいむ - スタジオコメット
- けろけろけろっぴ はすのうえタウン危機一髪! - 旭プロダクション
- けろっこデメタン - タツノコプロ
- ケロロ軍曹 - サンライズ
  - ケロロ 〜keroro〜 - サンライズ
  - ケロロ軍曹乙 - サンライズ
- 幻影ヲ駆ケル太陽 - AIC
- 軒轅剣 蒼き曜 - Studio DEEN
- 喧嘩番長 乙女 -Girl Beats Boys- - project No.9、A-Real
- げんきげんきノンタン -  ポリゴン・ピクチュアズ
  - ノンタンといっしょ - スタジオぴえろ
- 元気爆発ガンバルガー - サンライズ
- ケンコー全裸系水泳部 ウミショー - アートランド
- げんしけん - パルムスタジオ
  - げんしけん2 - ARMS
  - げんしけん 二代目 - Production I.G
- 原始少年リュウ - 東映動画
- ゲンジ通信あげだま - ぎゃろっぷ
- 現実主義勇者の王国再建記（第1部）- J.C.STAFF
  - 現実主義勇者の王国再建記（第2部）- J.C.STAFF
- 幻日のヨハネ -SUNSHINE in the MIRROR- - サンライズ
- 賢者の弟子を名乗る賢者 - studio A-CAT
- 賢者の孫 - SILVER LINK.
- 源氏物語千年紀 Genji - マッドハウス
- 健全ロボ ダイミダラー - ティー・エヌ・ケー
- 幻想三國誌　天元霊心記 - GEEKTOYS
- 幻想魔伝 最遊記 - スタジオぴえろ
  - 最遊記RELOAD - ぴえろ
  - 最遊記RELOAD GUNLOCK - ぴえろ
- 現代誤訳 - ILCASHIPS
- 剣風伝奇ベルセルク - OLM TEAM IGUCHI
  - ベルセルク - GEMBA、ミルパンセ
- けんぷファー - NOMAD
- 幻魔大戦 神話前夜の章 - イージー・フイルム
- 剣勇伝説YAIBA - パステル
- 絢爛舞踏祭 ザ・マーズ・デイブレイク - ボンズ

## こ
- 恋風 - A・C・G・T
- こいこい7 - トライネットエンタテインメント、スタジオフラッグ
- 恋する小惑星（こいするアステロイド） - 動画工房
- 恋する天使アンジェリーク〜心のめざめる時〜 - サテライト
  - 恋する天使アンジェリーク〜かがやきの明日〜 - サテライト
- 恋と嘘 - ライデンフィルム
- 恋と選挙とチョコレート - AIC Build
- 恋と呼ぶには気持ち悪い - ノーマッド
- 恋は雨上がりのように - WIT STUDIO
- 恋は世界征服のあとで - project No.9
- 恋は双子で割り切れない - ROLL2
- 恋姫†無双 - 動画工房
  - 真・恋姫†無双 - 動画工房
  - 真・恋姫†無双 〜乙女大乱〜 - 動画工房
- 攻殻機動隊 STAND ALONE COMPLEX - Production I.G
  - 攻殻機動隊 S.A.C. 2nd GIG - Production I.G
  - 攻殻機動隊ARISE ALTERNATIVE ARCHITECTURE - Production I.G
- 紅殻のパンドラ - Studio五組、AXsiZ
- 鋼殻のレギオス - ゼクシズ
- 後宮の烏 - BN Pictures
- 剛Q超児イッキマン - 東映動画
- 交響詩篇エウレカセブン - ボンズ
  - エウレカセブンAO - ボンズ
- 合コンに行ったら女がいなかった話 - 葦プロダクション
- こうしす!EE - OPAP
- 光速電神アルベガス - 東映動画
- 甲虫王者ムシキング 森の民の伝説 - トムス・エンタテインメント
- 鋼鉄三国志 - ピクチャーマジック
- 鋼鉄ジーグ - 東映動画
- 鋼鉄神ジーグ - アクタス
- 甲鉄城のカバネリ - WIT STUDIO
- 鋼鉄天使くるみ - OLM TEAM WASAKI
  - 鋼鉄天使くるみ2式 - OLM TEAM WASAKI
- 幸腹グラフィティ - シャフト
- 荒野のコトブキ飛行隊 - GEMBA
- 荒野の少年イサム - 東京ムービー
- ゴーゴー五つ子ら・ん・ど - マジックバス
- ゴー!ゴー!びーくるずー - OLM、シグナル・エムディ
- GS美神（ゴーストスイーパーみかみ） - 東映動画
- ゴーストハント - J.C.STAFF
- コードギアス 反逆のルルーシュ - サンライズ
  - コードギアス 反逆のルルーシュ R2 - サンライズ
- コード:ブレイカー - KINEMA CITRUS
- 氷属性男子とクールな同僚女子 - ゼロジー×リーベル
- ゴールデンカムイ（第1期）  - ジェノスタジオ
  - ゴールデンカムイ（第2期） - ジェノスタジオ
  - ゴールデンカムイ（第3期） - ジェノスタジオ
  - ゴールデンカムイ（第4期） - ブレインズ・ベース
- ゴールデンタイム - J.C.STAFF
- ゴールFH - イメージケイ
- ご近所物語 - 東映動画
- 悟空の大冒険 - 虫プロ
- 極黒のブリュンヒルデ - アームス
- 極上生徒会 - J.C.STAFF
- 極上!!めちゃモテ委員長 - 小学館ミュージック&デジタル エンタテイメント
  - 極上!!めちゃモテ委員長 セカンドコレクション - 小学館ミュージック&デジタル エンタテイメント
- ゴクジョッ。〜極楽院女子高寮物語〜 - LMD
- ごくせん - マッドハウス
- ゴクドーくん漫遊記 - トランス・アーツ
- こぐまのミーシャ - 日本アニメーション
- コケッコーさん - POPORO MEDIA
- ココロコネクト - SILVER LINK.
- ココロ図書館 - スタジオディーン
- 子鹿物語 - ビジュアル80
- ご愁傷さま二ノ宮くん - AICスピリッツ
- コスモウォーリアー零（ - ゼロ） - ベガエンタテイメント
- ごぞんじ!月光仮面くん - アクタス
- 古代王者 恐竜キング Dキッズ・アドベンチャー - サンライズ
  - 古代王者 恐竜キング Dキッズ・アドベンチャー 翼竜伝説 - サンライズ
- ご注文はうさぎですか? - WHITE FOX
  - ご注文はうさぎですか?? - WHITE FOX、キネマシトラス
  - ご注文はうさぎですか? BLOOM - エンカレッジフィルムズ
- 胡蝶綺 〜若き信長〜 - スタジオディーン
- こちら葛飾区亀有公園前派出所 - ぎゃろっぷ
- ゴッドイーター - ufotable
- ゴッドマジンガー - 東京ムービー
- こっちむいて!みい子 - 東映アニメーション
- こてんこてんこ - アイムーヴ
- 五等分の花嫁 - 手塚プロダクション
  - 五等分の花嫁∬ - バイブリーアニメーションスタジオ
  - 五等分の花嫁∽ - シャフト
- 琴浦さん - AIC Classic
- ことわざハウス　健康編 - エイケン
  - ことわざハウス - エイケン
- こどものおもちゃ - ぎゃろっぷ
- こどものじかん - スタジオバルセロナ
- こねこのチー　ポンポンらー大冒険 -マーザ・アニメーションプラネット
  - こねこのチー ポンポンらー大旅行 - マーザ・アニメーションプラネット
- この青空に約束を― 〜ようこそつぐみ寮へ〜 - アートランド
- この音とまれ! - プラチナビジョン
- この会社に好きな人がいます - BLADE
- この素晴らしい世界に祝福を! - スタジオディーン
  - この素晴らしい世界に祝福を!2 - スタジオディーン
  - この素晴らしい世界に祝福を!3 - ドライブ
- この素晴らしい世界に爆焔を! −スタジオディーン
- この世界は不完全すぎる - 100studio、studioぱれっと
- この男子、魔法がお仕事です。 - コミックス・ウェーブ・フィルム
- この中に1人、妹がいる! - Studio五組
- このはな綺譚 - Lerche
- このヒーラー、めんどくさい - 寿門堂
- この美術部には問題がある! - feel.
- この醜くも美しい世界 - GAINAX
- この世の果てで恋を唄う少女YU-NO - feel.
- こばと。 - マッドハウス
- 小林さんちのメイドラゴン - 京都アニメーション
  - 小林さんちのメイドラゴンS - 京都アニメーション
- ごはんかいじゅうパップ - DLE
- ゴブリンスレイヤー - WHITE FOX
  - ゴブリンスレイヤーII - ライデンフィルム
- コボちゃん - エイケン
- 古見さんは、コミュ症です。（第1期） - オー・エル・エム
  - 古見さんは、コミュ症です。（第2期） - オー・エル・エム
- こみっくがーるず - Nexus
- こみっくパーティー - OLM TEAM IGUCHI
  - こみっくパーティーRevolution - カオスプロジェクト、RADIX
- コメット・ルシファー - エイトビット
- 小森さんは断れない! - アニメーションスタジオ・アートランド
- コヨーテ ラグタイムショー - ユーフォーテーブル
- これが私の御主人様 - GAINAX、シャフト
- コレクター・ユイ - 日本アニメーション
- これはゾンビですか? - スタジオディーン
  - これはゾンビですか? オブ・ザ・デッド - スタジオディーン
- ゴルゴ13 - アンサー・スタジオ
- 殺し愛 - プラチナビジョン
- 殺し屋さん - オペラハウス
- コロッケ! - OLM TEAM IGUCHI
- ゴワッパー5 ゴーダム - タツノコプロ
- コンクリート・レボルティオ〜超人幻想〜 - ボンズ
  - コンクリート・レボルティオ〜超人幻想〜THE LAST SONG - ボンズ
- 金色のガッシュ!!（こんじきの - ） - 東映アニメーション
- こんにちは アン 〜Before Green Gables - 日本アニメーション
- 昆虫物語 みなしごハッチ（1970年版） - タツノコプロ
  - 昆虫物語 新みなしごハッチ - タツノコプロ
  - 昆虫物語みなしごハッチ（1989年版） - タツノコプロ
- コンビニカレシ - studioぴえろ
- 紺碧の艦隊 - J.C.STAFF
- コンポラキッド - 東映動画
- 婚約破棄された令嬢を拾った俺が、イケナイことを教え込む - ゼロジー×デジタルネットワークアニメーション